# Liste des moteurs de workflow
 (janvier 2021).
 (20 avril 2010).
Liste des moteurs de workflow classée par ordre alphabétique.
- Haut – A
- B
- C
- D
- E
- F
- G
- H
- I
- J
- K
- L
- M
- N
- O
- P
- Q
- R
- S
- T
- U
- V
- W
- X
- Y
- Z

## A
- Avanteam Process Studio est une solution BPM, pour simplifier la modélisation, le déploiement et le pilotage des applications métiers orientées processus (Workflow) et documents (Ged).
- Activiti, plateforme open source de BPM basée sur la nouvelle norme BPMNv2
- AgilePoint, iBPMS, se compose de cinq éléments de base utilisés pour créer des processus d'entreprise.
- Apache Taverna (en), un outil de conception et moteur de workflow pour services web (avec interface graphique)

## B
- Bonitasoft, solution complète et open-source de BPM (gestion des processus métier) sous licence  GPL. Son moteur de workflow Java est distribué sous licence LGPL
- b-pack, Éditeur français, moteur de workflow / BPM spécialisé dans l'automatisation des processus financiers, achats & approvisionnements

## C
- Calendra Directory Manager, solution de modélisation de processus workflow orienté LDAP[1]
- Comarch Altum, solutions de gestion ERP pour PME.

## D
- DAMAaaS, solution complète d'automatisation de processus sans programmation en mode SaaS
- DIET MADAG, moteur de workflow pour l'exécution sur une grille de calcul de workflows DAG
- Drupal Workflow addon, Addon Workflow pour la plateforme de gestionnaire de contenu Drupal

## E
- Effektif de l'éditeur Signavio : moteur de workflow destiné aux utilisateurs métier, développé en java

## F
- FlowMind, moteur de WorkFlow / BPM multiplateforme pour les éditeurs de logiciels, couplé au framework Leonardi

## G
- GoFlow, un moteur de workflow orienté activité pour le framework Django (framework)

## I
- Iterop, moteur de workflow en SaaS de la société InteropSys
- Ivalua, moteur de workflow en Saas dédié aux processus achats, approvisionnements, factures, notes de frais
- Intalio BPMS, moteur de workflow par la société Intalio.

## J
- JBoss jBPM, un moteur de workflow en Java
- Joget Workflow (en), un moteur de workflow java open source

## K
- K2, moteur de workflow construit sur la suite Microsoft Office SharePoint Server 2007

## M
- MentDB Weak est une solution complète pour créer des processus métiers sous licence GPLv3. Il possède son propre langage pour maitriser la donnée: Le MQL.

- myProcessus, des processus sur-mesure sans développement spécifique. Business Process as a Service : BPaaS.

La solution permet d'avoir des process parallèles et/ou séquentiels et avec des enchaînements de process entre eux.
Des fichiers, des mails envoyés, les mails reçus directement dans le process d'envoi. Bref toute l'information réunit dans le même process. Le tout est piloté avec des tableaux de bord visuels montrant l'avancée des process (gris, bleu, rouge, vert).
Des tableaux de bord sous forme de matrice, timeline, gantt. 
C'est une solution 100% cloud : un accès permanent au service, des données en France sur serveurs sécurisés, un abonnement mensuel pour une totale maîtrise de votre budget.

## N
- NORMEA solution logicielle QHSE intégrant un moteur de Workflow et une GED.

## O
- OpenCS, un moteur de workflow pour le web
- OpenWFE (en) (Opensource Workflow Engine), distribué sous licence BSD
- OSWorkflow (OpenSymphony Workflow), distribué sous licence Apache

## P
- PACKflow, plateforme générique d'applications de gestion de contenu collaboratives, workflows et gestion électronique des documents
- PNMsoft workflow software
- ProcessMaker, distribué selon les conditions de l'AfferoGPL v3
- Process Studio, outil de modélisation graphique de workflow édité par Avanteam
- Pulse-IT, édité par Embrace, réunit les utilisateurs, les applications et les processus.

## Q
- QualNet Intraqual Dynamic et Intraqual Doc, solutions métiers, GED et Workflow

## R
- Fujitsu RunMyProcess, plateforme de workflow et d'intégration cloud (Paas)

## S
- Shark, un moteur de workflow Opensource en java pour la norme XPDL
- Symantec Workflow Solution, un moteur issu de l'acquisition de la Société Transparent Logic (Tlogic), il est désormais disponible gratuitement avec la Symantec Management Platform

## T
- TobFlow, outil de génération de workflows et de formulaires open source en J2EE
- Therefore, outil de gestion documentaire et de workflows associés aux documents
- Tradista Flow, un moteur de workflow en Java, disponible sous licence Apache 2

## U
- uEngine, moteur de workflow open source intégrable au portail Liferay

## V
- VDoc Software édite un studio full web de conception graphique d'applications qui associe workflow, documents et données

## W
- W4, éditeur de logiciel de workflow
- Web and Flo moteur de workflow (éditeur français)
- Wexflow, moteur de workflow gratuit, open-source et multiplateforme
- WORKEY, modélisation de processus d'entreprise (méthode OSSAD) et moteur de workflow java
- WorkflowGen, logiciel de Gestion des Processus d'Entreprise. Portail et Moteur de workflow d'Entreprise .NET multiplateformes (Navigateurs, Tablettes, Smartphones).
- Windows Workflow Foundation (WF), moteur de workflow compris dans le Framework .NET 3.0, 3.5 et 4.0